# Danilo Sbardellotto
Danilo Sbardellotto (ur. 23 października 1960 w Valdisotto) – włoski narciarz alpejski. Zajął 10. miejsce w zjeździe na igrzyskach w Calgary w 1988 r. Najlepszym wynikiem Sbardellotto na mistrzostwach świata było 13 w zjeździe miejsce na mistrzostwach w Bromio i mistrzostwach w Vail. Najlepsze wyniki w Pucharze Świata osiągnął w sezonie 1987/1988, kiedy to zajął 23. miejsce w klasyfikacji generalnej.

## Sukcesy

### Puchar Świata

#### Miejsca w klasyfikacji generalnej
- 1979/1980 – 81.
- 1982/1983 – 48.
- 1983/1984 – 98.
- 1984/1985 – 73.
- 1985/1986 – 44.
- 1986/1987 – 39.
- 1987/1988 – 23.
- 1988/1989 – 72.
- 1989/1990 – 29.
- 1991/1992 – 91.

#### Miejsca na podium
1. Åre – 20 marca 1988 (zjazd) – 2. miejsce
2. Val d’Isère – 10 stycznia 1983 (zjazd) – 3. miejsce